# Calavino
Calavino är en ort och frazione i kommunen Madruzzo i provinsen Trento i regionen Trentino-Sydtyrolen i Italien. 
Calavino upphörde som kommun den 1 januari 2016 och bildade med den tidigare kommunen Lasino den nya kommunen Madruzzo. Den tidigare kommunen hade 1 544 invånare (2015).